# QuPPe
 (janvier 2019).
Si vous disposez d'ouvrages ou d'articles de référence ou si vous connaissez des sites web de qualité traitant du thème abordé ici, merci de compléter l'article en donnant les références utiles à sa vérifiabilité et en les liant à la section « Notes et références ».
 (janvier 2019).
QuPPe (Quick Polar Pesticides) est une méthode d'extraction de pesticides polaires qui sont difficiles à extraire avec la méthode QuEChERS. Elle est utilisée notamment pour extraire le Glyphosate.
L'extrait récolté est ensuite analysé en LC-MS.